# Anne-Marie Thunberg
Sara Anne-Marie Thunberg, född Gustafsson 15 december 1923 i Rogberga församling, död 22 december 2005 i Sigtuna församling, var en svensk redaktör, teolog, författare och debattör. 

## Biografi
Thunberg tog studentexamen i Jönköping 1944 och studerade sedan i Lund och blev filosofie kandidat 1948 och teologie kandidat 1951. År 1960 avlade hon teologie licentiatexamen i Uppsala. Vid slutet av studietiden började hon arbeta som socialsekreterare i Sveriges kristliga studentrörelse (SKS) och övergick 1952 till en liknande tjänst i Svenska Ekumeniska Nämnden (SEN) i Sigtuna. Den tjänsten innehade hon till 1993 då det ekumeniska arbetet omorganiserades och Sveriges Kristna Råd bildades. Att vara socialsekreterare inom dessa organisationer innebar att ansvara för att sociala frågor bearbetades inom organisationen, exempelvis genom kurser, konferenser och publiceringsverksamhet i SEN, genom rapporter och genom tidskriften Social debatt. Centralt i arbetet var att främja organisationens och medlemmarnas arbete med frågor om relationen mellan samhällsengagemang och kristen tro samt om kyrkornas samhällsroll
Thunberg hade en stark förankring i vänsterpolitiska ideal (främst socialdemokrati) och kristen tro, som omsattes i ställningstaganden inom många samhällsområden. Hennes uttalade politiska och etiska åsikter kom att påverka samhälls- och kulturdebatten under 1900-talets andra hälft.
Hon var 1961–1998 redaktör för den kristna kulturtidskriften Vår Lösen. 
Hon var 1986–2001 ledamot av KASAM – Statens råd för kärnavfallsfrågor,  1992 ombildat till Kärnavfallsrådet, som behandlar etiska och politiska aspekter av omhändertagande av kärnavfall. I maj 2001 anordnades som en avslutande hyllning "Anne-Marie Thunberg seminariet" med temat "Nuets ansvar och kommande generationers frihet" för att uppmärksamma Thunbergs insatser för att lyfta fram de etiska frågeställningarna i kärnavfallsdiskussionen. Seminariet är dokumenterat och utgivet som SOU 2001:108.

### Familj
Anne-Marie Thunberg var dotter till banvakten och riksdagsmannen Edvin Gustafsson (1888–1966) och hans hustru Anna, född Pettersson (1885–1961) samt syster till religionssociologen Berndt Gustafsson. Hon gifte sig 1954 med teologen och poeten Lars Thunberg.

## Utmärkelser
- 1990 – utmärkelsen Illis Quorum, 8:e storleken, för sin samhälleliga gärning.
- 1993 – ärkebiskopens Stefansmedalj för utomordentlig insats i kyrkan.
- 1993 – festskrift till Thunbergs 70-årsdag: Att mänskliggöra tillvaron: Festskrift till Anne-Marie Thunberg.[14]
- 1995 – Wallquistpriset, med motiveringen "För ett författarskap och en levnadsgärning samlade kring de stora livsfrågorna och präglade av en lågmäld, aldrig sviktande etisk envishet och ett stillsamt, aldrig vikande hopp om människorna och framtiden".[15][16]
- 1996 – Hans Majestät Konungens medalj i 8:e storleken i högblått band.[17]
- 2005 – Manfred Björkquist-medaljen av Sigtunastiftelsen för sina mångåriga insatser att i tidskriften "manifestera och till samtiden transformera ungkyrkorörelsens perspektiv och förhållningssätt i angelägenehter som gäller människans frihet och värdighet, såväl enskilt som i relationer och samhälle".[18]